# Oedosmylus nebulosus
Oedosmylus nebulosus är en insektsart som beskrevs av Tim R. New 1990. Oedosmylus nebulosus ingår i släktet Oedosmylus och familjen vattenrovsländor. Inga underarter finns listade i Catalogue of Life.